# Coleophora roessleri
Coleophora roessleri é uma espécie de mariposa do gênero Coleophora pertencente à família Coleophoridae.